# Pittosporum baudouinii
Pittosporum baudouinii är en tvåhjärtbladig växtart som beskrevs av Adolphe-Théodore Brongniart och Gris. Pittosporum baudouinii ingår i släktet Pittosporum och familjen Pittosporaceae. Inga underarter finns listade.